# José Teixidor y Trilles
José Teixidor y Trilles (Grao de Valencia, 17 de enero de 1694-Valencia, 29 de octubre de 1775) fue un religioso dominico, archivero e historiador español.

## Biografía
José Teixidor nació en el Grao de la ciudad de Valencia. Fueron sus padres Bautista Teixidor y Ángela Trilles, pescadores. A la edad de dieciséis años vistió los hábitos de Santo Domingo en el convento dominico de Valencia, profesando al año siguiente. Teixidor se había formado en el colegio-universidad  de  Orihuela. Allí, el padre dominico  Jacinto  Segura le encaminó hacia  la  investigación  histórica. Empezó como archivero en el colegio de los Predicadores durante varios años y dedicó el resto de su vida al estudio histórico, catalogación y registro del archivo de la ciudad de Valencia, incluidos los ciento cuarenta tomos de los Manuales de Consejos, las cartas, misivas, extractos y documentos varios. Para ello, se vio obligado a investigar en otros archivos del antiguo reino, como los de la parroquia de San Salvador, los del propio colegio de Predicadores y los del monasterio de la Valldigna, entre muchos otros. Para esta ingente tarea pudo contar con la atención del historiador y polígrafo, Gregorio Mayans. A sus ochenta años todavía terminaba de escribir la Vida de San Vicente Ferrer y el cuarto y último volumen de su Necrologio. Falleció en Valencia en 1775, a los ochenta y un años, en el Convento de los Predicadores.

## Obras
De las hasta treinta y siete obras manuscritas que señala Alfonso Esponera haber catalogado de Teixidor y que se encontraban a buen recaudo en los dominicos, ya en 1787 se ordena hacer copias de algunas partes de las mismas por el obispado de Orihuela. A lo largo de los años y hasta el presente han sido editadas muchas de esas obras, revisadas y comentadas, con ediciones a cargo del propio Esponera, Laureano Robles o la Universidad de Valencia.
En la relación de sus manuscritos, se pueden señalar:
- Historia cronológica del real convento de Predicadores de Valencia desde el año 1238 de su fundación. (Dos volúmenes)
- Observaciones críticas a las entiguedades de Valencia, donde con instrumentos auténticos se destruye lo fabuloso, dejando en su debida estabilidad lo bien fundado. (Dos tomos, 1767)
- Necrologio de este real convento de Predicadores de Valencia. (Cuatro volúmenes)
- A Maria purissima, prevenida de la gracia, en el primer instante de su ser, por los hermosos geroglificos del firmamento, y cielo de su interna, y externa hermosura de cuerpo y alma ...
- Tròves de mossen Jaume Febrer, caballer natural de Valencia, en que dons noticias del conquistadors de dita ciutat y regne ...
- Antigüedades de Valencia: observaciones críticas donde con instrumentos auténticos se destruye lo fabuloso, dejando en su debida estabilidad lo bien fundado.
- Estudios de Valencia : historia de la Universidad hasta 1616.
- Observaciones críticas a las Antigüedades de Valencia y Años de su fundación (Publicado en 1895 en dos volúmenes)
- Memorias históricas de la fundacion del real monasterio de la Zaidia , recogidas en vista de los privilegios , escrituras antiquísimas y otros auténticos documentos que se guardan en el archivo de dicho monasterio.
- Capillas y sepulturas de la Iglesia y Claustro del Real Convento de Predicadores.
- Vida de S. Vicente Ferrer, apóstol de Europa.